# Biesterfelder Renette

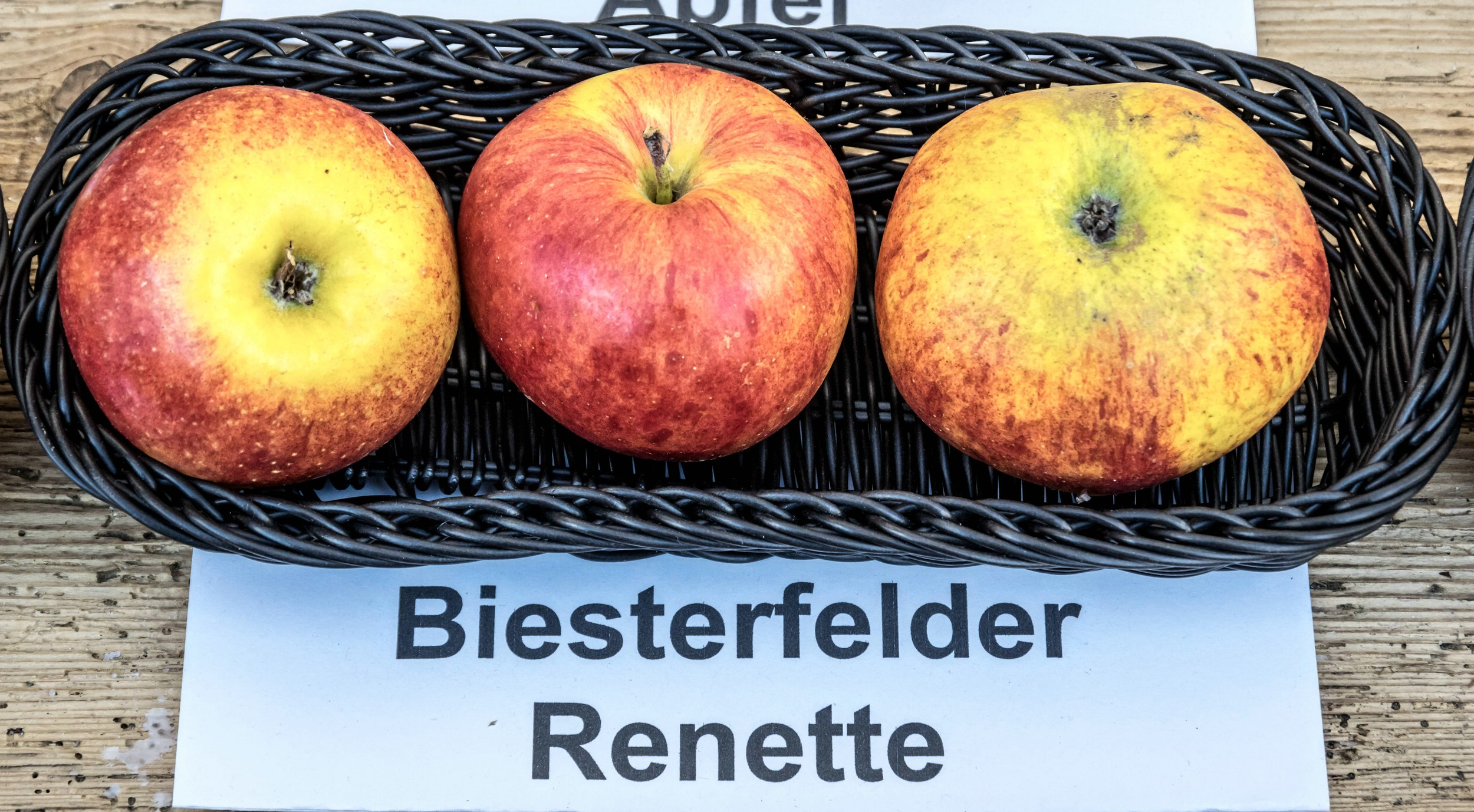
La manzana 'Biesterfelder-Renette'.

Biesterfelder Renette sinónimo: Biesterfelder Goldrenette es el nombre de una variedad cultivar de manzano (Malus domestica).
Una variedad de manzana cultivada, que pertenece al grupo de manzanas alemanas antiguas de la herencia, que se encontró en 1850 como una plántula casual en los terrenos del castillo de "Biesterfeld" cerca de Lügde. 
Esta variedad fue la elegida como la variedad de huerto del año 2004 en el Norte de Alemania.

## Sinonimia
- "Biesterfelder Goldrenette",
- "Biesterfelder",
- "Biesterfeldská reneta".

## Historia
'Biesterfelder Renette' es una variedad de manzana alemana antigua de la herencia, que se encontró en 1850 como una plántula casual en los terrenos del castillo de "Biesterfeld" cerca de Lügde. El pastor evangélico Wilhelm Wilms de Nieheim en Westfalia los describió por primera vez en 1904 y los difundió aún más. Hoy en día, esta variedad está muy extendida en los huertos de toda Alemania. Esta variedad fue la elegida como la variedad de huerto del año 2004 por el «Pomologen-Verein» (Círculo de Pomólogos) en el Norte de Alemania.

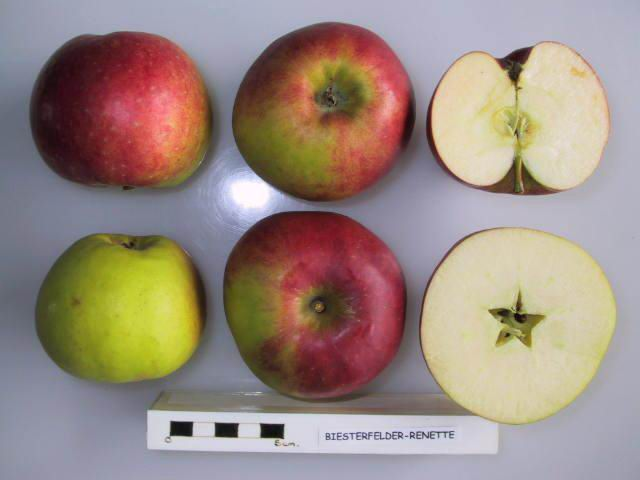
La manzana 'Biesterfelder-Renette' en la "National Fruit Collection" en secciones cruzadas.

'Biesterfelder Renette' está cultivada en diversos bancos de germoplasma de cultivos vivos tales como en National Fruit Collection (Colección Nacional de Fruta) de Reino Unido con el número de accesión: 1951-056 y el nombre de accesión: Biesterfelder-Renette. Recibido por el "National Fruit Trials" (Probatorio Nacional de Frutas) en 1951 procedentes de Alemania.

## Características
'Biesterfelder Renette' es un árbol vigoroso y de rápido crecimiento. Es rico y muy poco exigente. En el lugar, forma coronas amplias y extendidas con un crecimiento saludable. Se distingue por su resistencia a la sarna del manzano. Le gustan los suelos húmedos de franco medio a franco arenoso. La variedad es susceptible al cancro en suelo húmedo pesado. Particularmente adecuado para altitudes elevadas. Tiene un tiempo de floración que comienza a partir del 3 de mayo con el 10% de floración, para el 9 de mayo tiene una floración completa (80%), y para el 17 de mayo tiene un 90% caída de pétalos.
'Biesterfelder Renette' tiene una talla de fruto de grande a muy grande, con altura promedio de 72.77mm y con anchura promedio de 84.61mm; forma del fruto redondas tendente a cónico, a veces anguloso e irregular; con nervaduras débiles, y con corona muy débil; epidermis cuya piel es fina, con un color de fondo verde amarillento que muestra sobre color (20-45%) de lavado de rojo con un patrón denso de rayas rojo cereza en las superficies expuestas al sol, abundantemente marcada con pequeñas lenticelas verdosas prominentes, ruginoso-"russeting" (pardeamiento áspero superficial que presentan algunas variedades) débil; cáliz con ojo de tamaño mediano, y cerrado, colocado en una cuenca estrecha y profunda, irregular y ligeramente arrugada; pedúnculo de corto a moderado en longitud, y de un calibre medio, colocado en una cavidad profunda, que presenta ruginoso-"russeting" que sale en forma de radios al hombro; pulpa es de color amarillento y muy jugosa, tierna y sabrosa. Tiene una fuerte reminiscencia del 'Gravensteiner', huele y sabe agradablemente dulce y a vino y finamente especiado.
Las manzanas se consideran una variedad de invierno. Su tiempo de recogida de cosecha se inicia mediados de septiembre. Se mantiene bien dos meses en frigorífico. El sabor mejora en el almacenamiento, y cuando se almacena durante un período de tiempo más largo, el color básico verde cambia a un amarillo intenso con rayas rojo cereza intensamente brillantes en el lado que mira al sol. La piel tiende a desarrollar una sensación grasosa cuando está madura y almacenada. Esta manzana se magulla con facilidad y no se transporta bien.

## Usos
Para consumirlo en fresco, como manzana postre de mesa.

## Ploidismo
Diploide, auto estéril. Grupo de polinización: C, Día 9.